# اوتون-لا-پلن
اوتون-لا-پلن (به فرانسوی: Authon-la-Plaine) یک کمون در فرانسه است که در Seine-et-Oise واقع شده‌است. اوتون-لا-پلن ۱۰٫۵۹ کیلومتر مربع مساحت دارد.